# Oblatenklooster

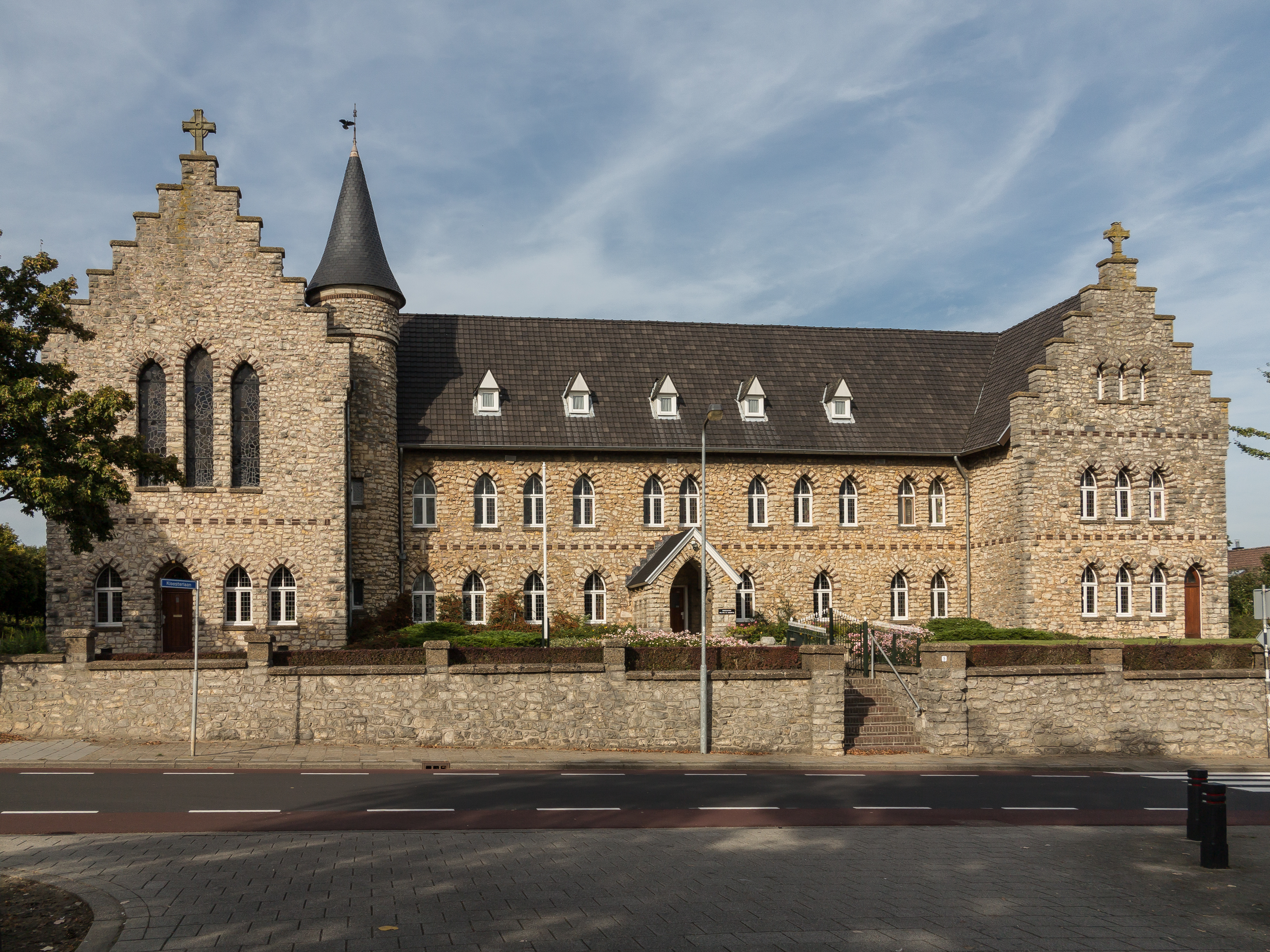
Oblatenklooster

Het Klooster van de Missiezusters Oblaten van de Assumptie is een klooster gelegen aan Schoolstraat 5 in Hulsberg in de Nederlandse provincie Limburg.
De zusters Oblaten van de Assumptie waren al sedert 1903 in Nederland, waar ze heen trokken vanwege de Franse seculariseringspolitiek. Aanvankelijk gevestigd te Roermond, vestigden ze zich in 1923 in dit klooster.
Het klooster werd ontworpen door W.A. Molengraaff, bekend als Pater Everardus en wonend in het klooster Huize Damiaan te Simpelveld. Het is gebouwd volgens traditionalistisch ontwerp met trapgevels, een kasteelachtig rond torentje, en spitsboogvensters. Als bouwmateriaal werd ruwe Kunrader steen gebruikt, die in de buurt van Simpelveld werd gewonnen. Het geheel is bereikbaar via een trap en een portaal.
De kapel bezit glas-in-loodramen van 1952 en 1953, vervaardigd door atelier Louis van der Essen en Zoon.
Het klooster is geklasseerd als rijksmonument.